# Mikulovice (ort i Tjeckien, Södra Mähren)
Mikulovice är en köping i Tjeckien.   Den ligger i regionen Södra Mähren, i den sydöstra delen av landet, 180 km sydost om huvudstaden Prag. Mikulovice ligger 320 meter över havet och antalet invånare är 598.
Terrängen runt Mikulovice är lite kuperad. Runt Mikulovice är det ganska glesbefolkat, med 48 invånare per kvadratkilometer. Närmaste större samhälle är Znojmo, 11,7 km söder om Mikulovice. Trakten runt Mikulovice består till största delen av jordbruksmark.